# Sauta
Sauta es una localidad del municipio de Santiago Ixcuintla, Nayarit (México).
La localidad de Sauta está localizada aproximadamente a 30 m s. n. m. (metros sobre el nivel del mar). Según el censo de 2010, está en el puesto número 9 de población dentro del municipio. Es un pueblo bastante próspero para la agricultura como la siembra de arroz, milpa, cacahuate y mango.
Historia
La localidad de Sauta fue fundada antes del año de 1932 y declarada ejido el 12 de febrero de 1939 durante el gobierno del presidente de la República Lázaro Cárdenas del Río.
Según la historia, parte de los terrenos que hoy corresponden al ejido de Sauta formaban pertenecían a la hacienda de Navarrete, en el vecino municipio de San Blas, los trabajadores de la hacienda pidieron tierras para trabajarlas ellos mismos y el dueño (se desconoce el nombre pero por el nombre de la hacienda, se especula su apellido pudo a ver sido Navarrete, razón por la cual la localidad vecina lleve ese nombre en honor a los dueños de la hacienda). El cual, se los concedió, pero había un problema, era difícil transportarse en ese tiempo porque los terrenos permitidos por el dueño estaban 7 kilómetros al norte, por lo que antes de 1932 decidieron mudarse a poblar el lugar y comenzaron a desmontar el monte, que eran terrenos de bosque seco, hasta 1939 cuando el 12 de febrero se le reconoce y libera de los terrenos de la hacienda de Navarrete y se convierte en ejido. 
Se sabe que fue habitado antes de 1932 porque en ese año, Navarrete se convierte en ejido, por lo que la hacienda debió haber existido antes de 1932, lo que quiere decir que los habitantes llegaron a lo que hoy es Sauta antes de que Navarrete dejara de ser hacienda y pasar a ser ejido en 1932. 
Aunque existen motivos para decir que el lugar fue habitado años antes, por obvias razones se puede decir que Sauta fue nombrado desde antes de su fundación, (es decir, que ya se llamaba Sauta antes de que fuera habitada, las causas o el origen del nombre pero también su significado siguen siendo un misterio para los pobladores del lugar).
Existen diversas hipótesis para el significado del nombre del pueblo, a continuación se describen:
1. El primer habitante fue un indio de la tribu Cora llamado "Satla" y para facilitar la pronunciación se cambió a Sauta.
2. Un libro de historia local (se desconoce el nombre del libro y autor), describe el lugar y lo llama como Austlán, o Saután que significa "lugar de las garzas de alas grises", "lugar de garzas grises" o simplemente como "lugar de garzas". Aunque esta hipótesis es un poco rechazada porque estaría describiendo a la mítica Aztlán, ciudad de los mexicas antes de partir a fundar la gran Tenochtitlán (hoy Ciudad de México), y que de acuerdo con algunos historiadores Aztlán corresponde a lo que hoy es Mexcaltitán, haciendo que el origen del nombre de Sauta sea rechazado de esta hipótesis, además de que para algunos historiadores Aztlán en realidad está perdida, no existe o nunca existió, pues no se sabe la ubicación exacta de la verdadera Aztlán de la que tanto habla la historia de la  Civilización mexica.
3. Otra hipótesis describe el nombre de Sauta de ascendencia náhuatl, proveniente de la palabra <<Savi>> y <<ta>>, es decir, Savita, que al descomponer la palabra da origen a Savi, que en alguna variante del náhuatl significa "lluvia sagrada", y "ta", que dentro de la lengua náhuatl, toda palabra de una ubicación termine en "ta", "tla" o "tlan", se puede traducir como "lugar". Entonces, al dar sentido a los significados de Savi y Ta, puede traducirse como "lugar de lluvia sagrada".

Dentro de todo el municipio se han encontrado restos arqueológicos, que datan de más de 700 años de antigüedad o más, y algunos han sido encontrados en localidades algo lejanas como Gavilán Grande, Sentispac o Mexcaltitán. Debido a esto existe la posibilidad de que en Sauta hubieran existido asentamientos nómadas e incluso, que en algún lugar cercano, se encuentren restos o piezas arqueológicas que daten de ese tiempo al igual que las encontradas en la zona norte del municipio. Un claro ejemplo de este son los petroglifos encontrados en la localidad de Coamiles, en el vecino municipio de Tuxpan.
A la llegada de los españoles la zona fue explorada en 1530 por Francisco Cortés de San Buenaventura. El área de exploración abarcó la zona de Sauta, fue explorada hasta la desembocadura del Río Grande de Santiago.
En la época de la revolución, está zona ya era llamada <Sauta> y de acuerdo a relatos y pruebas escritas que existen, se sabe que en Sauta, (existen dos fechas para esto que aún no tienen un acuerdo, pero la más aceptada ha sido la del 5 de septiembre de 1913). Que menciona que en ese año, tropas revolucionarias del general Rafael Buelna, derrotaron ahí en Sauta a refuerzos federales que habían desembarcado en San Blas. Y que ha este evento se le conoció entre algunas personas como "la batalla de Sauta". Aunque al inicio del párrafo menciona que existen dos fechas (la más aceptada 5 de septiembre), existe otra que dice que fue el 22 de noviembre del mismo año, y aunque no se sabe con exactitud la fecha, existen pruebas de que el conflicto armado si sucedió.
Después de esto, se sabe que fue cuando comenzó a ser poblada desde el año de 1936, bajo el nombre que la zona ya tenía: Sauta. Y en 1939 (12 de febrero para ser específicos) fue la dotación de tierras del ejido de Sauta, y que formó parte del 75% del reparto agrario en el municipio de 1935 a 1940, y por ende, en este porcentaje se encuentra Sauta.
Durante el gobierno estatal de Gilberto Flores Muñoz se construyeron los primeros dos salones de la escuela primaria, durante su gestión, ordenó la primera pavimentación que comunicaría a Sauta con el vecino municipio de San Blas, hacia la localidad de Navarrete.
En 1970, llega la red de agua potable a través de los "caballitos". En ese mismo año, Sauta comenzó a presentar un crecimiento demográfico enorme, durante ese década se comenzaron a poblar los barrios de El Ranero, Los Estadios y La Cruz.

## Geografía
Está localizada geográficamente en los 21°43′13″ N y los 105°08′25″ W; se encuentra a una altitud de 30 m s. n. m. (metros sobre el nivel del mar).
Tiene una población de 2015 habitantes, según el censo de 2000.
Existe una densa red de canales de riego que facilitan el cultivo de arroz, frijol, tabaco y hortalizas.
Es un pueblo próspero por su agricultura, destacan las empacadoras de productos agrícolas tales como el mango y la yaka.
Hay algunos árboles exóticos introducidos en algunas parcelas para consumo particular como el marañón y el capulín.
Dentro de su población cuenta con buenos medios educativos, que permite a sus habitantes llevar los estudios de primaria, secundaria y preparatoria dentro del pueblo.
La mayor cantidad del terreno del ejido de Sauta esta dedicada a la producción agrícola, además de que es el principal acceso económico al ejido vecino de Villa Hidalgo

## Población en Sauta
En la localidad existen aproximadamente 1125 hombre y 1095 mujeres. Índice fecundidad es del 2.88 hijos por mujer.
El 6% de la población es analfabeta. El grado de escolaridad desde el 6.32.
Tiene 6 colonias o barrios importantes que son:
1.E•estadios.                                                                 2.é •Centro.                                                                   3.  •La Palma.                                                               4.  •La Cruz.                                                                 5.  •El Ranero.                                                              6.  •El Laberinto.                                                          a.                                                                    

## Cultura
El 3% de la población es indígena y solo 1% de la población habla una lengua indígena. Esto ha sido un gran problema no solo en Sauta, sino en todo el país, orillar a los habitantes pertenecientes a una etnia a hablar español, ocasiona que surja esta situación, el del porcentaje de que solo el 1% habla su lengua materna. También existen personas que tienen ascendencia indígena en la localidad, pero ya no habían la lengua indígena que por costumbre se les puede haber heredado, solo por la simple situación de que en la sociedad "civilizada", se obliga a los indígenas a dejar de hablar su lengua indígena materna, aprender español, y en unos cuantos años desconoceran su lengua materna, o si no son ellos, sus descendientes.

Esto a sobre llevado al pueblo a delante, ya que "los graduados" en la música se reunieron y comenzaron a crear grupos musicales en el pueblo y son contratados en fiestas locales.
Dentro de esto, también está el día del ejido cada 12 de febrero que comienza un día antes de este día (11 de febrero) en cuál por la tarde-noche ahí eventos culturales en el comisariado ejidal con bailes culturales, etc. Por la noche (ya muy noche aproximadamente después de las nueve de la noche) hay baile público gratis en la plaza principal. Ya el mero día(12 de febrero) temprano por la mañana se escucha resonar por el pueblo "las mañanitas" y alrededor de las nueve de la mañana ahí un desfile organizado por el mandatario del pueblo y en el que participan las escuelas de Sauta.
Por la noche un jaripeo y baile al terminar esto. Después le sigue las fiestas patronales al señor San José del 11 al 19 de marzo, en el que todo el pueblo participa con peregrinaciones que parten de cierto lugar del pueblo a la iglesia del venerado. El día 18 (un día antes, día de la velada) en el pueblo se organiza un jaripeo-baile y misas ya muy tarde ya que es el día en el que se vela al santo en el que se incluye cantar las mañanitas a San José cuando el reloj marca las Doce de la noche o cero horas del día 19.
La fiesta continúa con un peregrinación que parte de pueblos aledaños rumbo a la iglesia ,para oficiar una misa en honor a los hijos ausentes a las Doce del medio día y terminar a la una de la tarde con una comida del peregrino. Después por la noche hay una peregrinación organizada por los ejidatarios que parte de la iglesia y recorre las calles más importantes del pueblo para terminar en la iglesia del patrón, le sigue una misa y después aproximadamente unas dos horas una quema de castillo pirotécnico y terminan las fiestas con un baile en la plaza.

## Empleo
El 40% de la población por encima de los 12 años de edad cuentan con empleo. Las condiciones laborares son algo precoz ya que no se cuenta con ningún beneficio de seguridad social y laborar.

## Viviendas e infraestructura
En Sauta hay 744 viviendas. De ellas, el 97,78% cuentan con electricidad, el 83,02% tienen agua entubada, el 94,29% tiene excusado o sanitario, el 75,87% radio, el 93,49% televisión, el 81,11% refrigerador, el 73,49% lavadora, el 35,40% automóvil, el 8,57% una computadora personal, el 40,48% teléfono fijo, el 49,21% teléfono celular, y el 1,27% Internet.
- Datos: Q5577127